# Zemiansky Vrbovok
Zemiansky Vrbovok je obec v okrese Krupina v Banskobystrickém kraji na Slovensku, asi 25 km jihovýchodně od BanskéŠtiavnice. Žije zde 78 obyvatel.
První písemná zmínka o obci pochází z roku 1285. V obci se nachází jednolodní neoklasicistní evangelický kostel z roku 1923.